# E. Fessler

Eduard Fessler

E. Fessler in einer Huldigung der k.u.k. Hof- und Kammerlieferanten zum Thronjubiläum 1908

Firmenstempel der Firma Fessler zu Zeiten der Monarchie

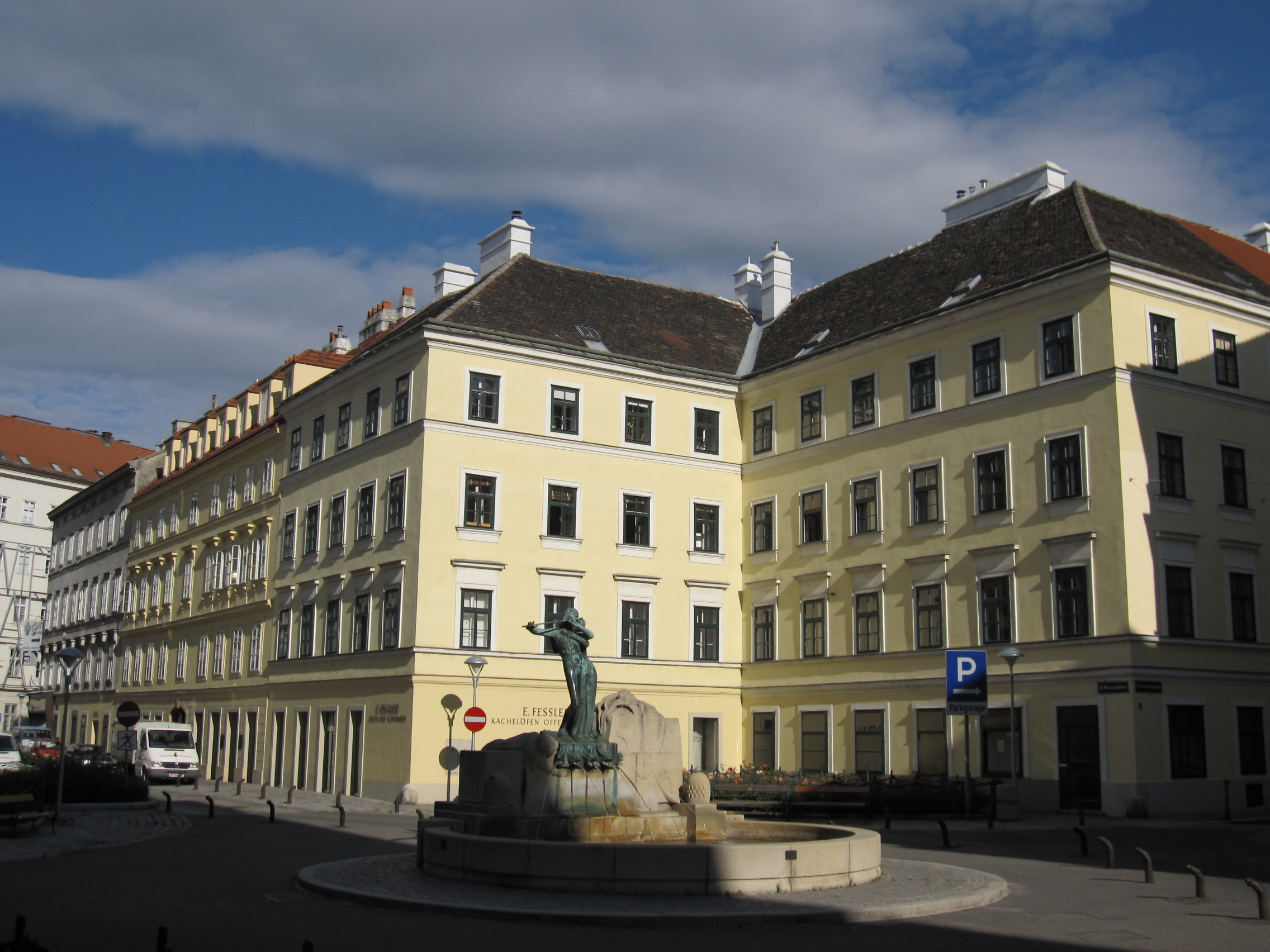
Stammhaus von E. Fessler am Mozartplatz

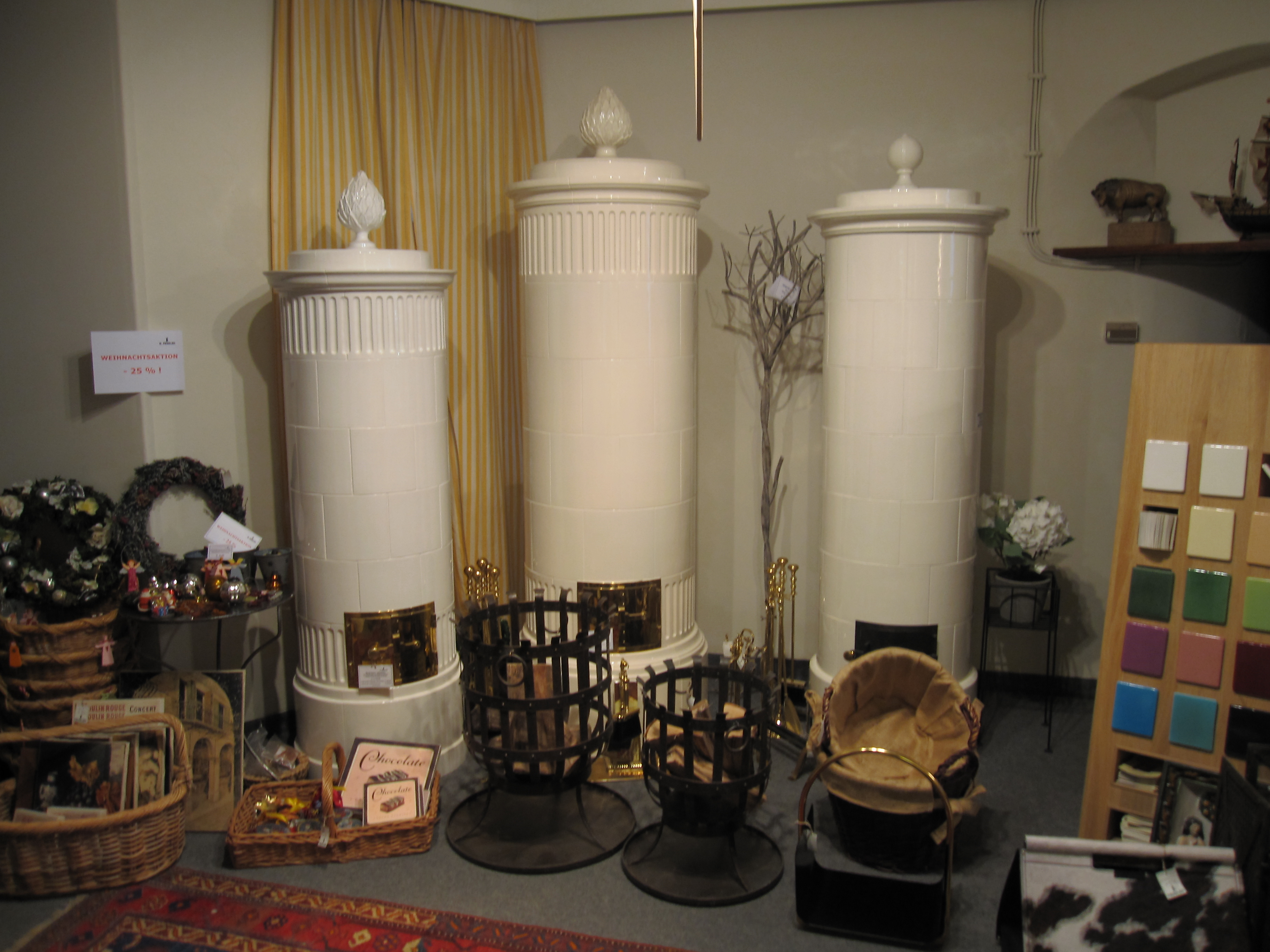
Biedermeier-Rundöfen von Fessler

E. Fessler ist ein traditionsreiches Unternehmen des Hafnergewerbes sowie der Fertigung von Kachelöfen, Kaminen und anderen Keramikerzeugnissen in Wien und ehemaliger k.u.k. Hoflieferant. Die Zentrale des Unternehmens befindet sich an der Mozartgasse 3 im 4. Bezirk Wieden.

## Geschichte
Gegründet wurde das Unternehmen vom Vorarlberger Lorenz Fessler 1794 an der Adresse Alt Lerchenfeld 40.
1798 übersiedelte der Betrieb auf einem abgetrennten Grundstück des Paulaner Klostergartens auf der Wieden, die heutige Favoritenstraße 10. Auf Grund der Nähe zum Wiener Naschmarkt erhielt Fessler rege Nachfragen von den Verkäufern nach Keramikgefäßen für ihre Ware. 1810 übernahm Sohn Mathias Fessler den Betrieb. Zu dem Zeitpunkt gab es Aufträge für Kachelöfen für die kaiserlichen Schlösser wie die Hofburg, Schönbrunn, Laxenburg und das Theresianum. Auf Grund erfolgreicher Arbeit wuchs das Unternehmen, so dass 1850 der Antrag auf den Hoflieferantentitel gestellt werden konnte. Matthias Fessler starb 1817, seine Witwe Therese und der Sohn Matthias übernahmen den Betrieb. Wie sein Vater davor belieferten Fessler kaiserliche Schlösser und Residenzen mit Öfen oder taten ihre Dienste dort. Matthias Fessler ersuchte 1850 um den Hof-Hafnermeistertitel, verstarb jedoch am 6. Juli 1850, bevor die Sache abgeschlossen werden konnte.
1859 übernahm der Sohn Eduard Fessler das Unternehmen. Im Nachbarhaus der Favoritenstraße 10 wohnten nicht nur die Stammmitarbeiter, es wurden von Eduard Fessler auch Stallungen für eine Wagenremise und seine Rassepferde eingerichtet.
1863 erwarb er den noch heute bestehenden Firmensitz in der Mozartgasse 3 im 4. Bezirk, im gleichen Jahr wurde das Unternehmen als Oefen- und Thonwaarenfabrik des E. Feſsler in das Handelsregister eingetragen. Er konnte das Unternehmen zu großem Aufschwung bringen, in dem er viele Palais und Bürgerhäuser ausstatte. Zu den Kunden gehörten der Bruder des Kaisers Erzherzog Carl Ludwig, und Herzog Franz von Modena, dessen Palais an der Beatrixgasse von Fessler ausgestattet wurde. Weiters arbeitete er gemeinsam mit dem Hofhafnermeister Erndt im Ungarischen Gardehof, dem Hofstallgebäude und dem Schloss Belvedere. Fessler wurde bei den Entwürfen der Kachelöfen von Friedrich Ohmann und Humbert Walcher-Moltheim beraten.
1874 reichte er erfolgreich ein Hoftitelgesuch ein, die Bewertung des Hofmeisteramtes war sehr positiv. Er erhielt den Titel eines "k. u. k. Hafnermeisters" und eines "k. u. k. Hofofenfabrikanten". Fessler wurde auch Kammerlieferant von Erzherzog Franz Ferdinand und stattete seine Schlösser Konopischt und Chlumec aus. Er belieferte auch adelige Familien wie deren von Schwarzenberg, Hoyos, Liechtenstein und Wilczek, aber auch das Stift Lilienfeld. Er begann auch Aufträge für die Neubauten der Wiener Ringstraße anzunehmen. In den Ringstraßenpalais waren vor allem Kachelöfen im Stile des Barocks und des Empire gefragt, wohl um den Geschmack des Hofes nachzuahmen. In dieser Blütezeit beschäftigt das Unternehmen um die 120 Mitarbeiter, die Fessler mit großer Sorgfalt aussuchte, um die hohe Qualität seiner Produkte zu garantieren. Fessler kam kaum mit der Fertigung nach und musste zusätzliche Kacheln aus Böhmen bestellen.
1906 wurde das Unternehmen in eine offene Gesellschaft umgewandelt. Eduard Fessler verstarb 1910 und sein Sohn Karl übernahm die Geschäftsleitung. Der Erste Weltkrieg und der Zusammenbruch der Monarchie setzten dem Unternehmen schwer zu. Die Hofaufträge blieben aus, Aufträge anderer Kunden verringerten sich weil sich die Heizgewohnheiten auf billige Kohle und Brikett änderte. Dafür waren Eisenöfen eher geeignet als die Kachelöfen. Karl Fessler sah sich gezwungen, hohe Darlehen aufzunehmen. Nach seinem Tod 1926 wurde sein Schwager Alfred Fritzsche, der mit Eugenie geb. Fessler verheiratet war, der Nachfolger. Alfred Fritzsche war bereits 1921 dem Unternehmen beigetreten.
Trotz großer Bemühungen konnte Fritzsche das Unternehmen finanziell nicht sanieren. Alfreds Sohn aus erster Ehe, Herbert, wurde im Zweiten Weltkrieg zusammen mit einem großen Teil der Belegschaft zum Kriegsdienst in der Wehrmacht eingezogen, Fritzsche verpachtete daraufhin das Gelände an den Keramiker W. Bosse.
1946 legte Herbert Fritzsche seine Meisterprüfung für das Ofensetzergewerbe ab, kurz darauf die Meisterprüfung für das Töpfergewerbe. Alfred Fritzsche konnte Marktnischen mit keramischen Kochplatten und Verdunstern entdecken. Die Produktion wurde langsam wieder aufgenommen und 1952 konnte ein Schauraum und Verkaufslokal an der Mozartgasse eröffnet werden. 1961 übernahm Herbert Fritzsche die Leitung des Unternehmens.
Die Produktion des Traditionssegments Kachelöfen konnte ebenfalls wieder aufgenommen werden. Die Ölkrise der 1970er Jahre wirkte sich positiv auf die Bilanz des Unternehmens aus. 1988 wurde das Unternehmen in eine GmbH u. Co. KG umgewandelt, die unter GmbH ins Handelsregister eingetragen ist. Die Leitung hat der Sohn von Herbert Fritzsche und Christine, geb. Wild, Ing. Clemens Fritzsche.

## Produkte
Das Unternehmen beschäftigt sich hauptsächlich mit dem Handel von Öfen, dem Hafnergewerbe und der Keramikerzeugung.
Der Handel mit Stein- und Marmormasken für Kamine ist ein wichtiges Standbein, geschäftliche Kontakte bestehen nach England, Frankreich und Italien. Fessler stellt bis heute Überschlagsöfen her, das sind einzelangefertigte Öfen, die in der Barockzeit mit einem speziellen Verfahren produziert wurden. Das Unternehmen restauriert auch historische Öfen. Auch moderne Öfen werden in Zusammenarbeit mit Künstlern hergestellt.